# Sanair Super Speedway
O Sanair Super Speedway é um parque automotivo localizado em Saint-Pie, no Quebec, no Canadá, construído em 1970 o parque é composto de um circuito oval triangular de 1,33 km (0,826 milhas) de comprimento, uma pista de aceleração de 1/4 de milha e um circuito misto de 2,0 km (1,24 milhas). Hospedou a corrida Molson Indy Montreal da CART entre os anos de 1984 e 1986.